# Бро-кантри

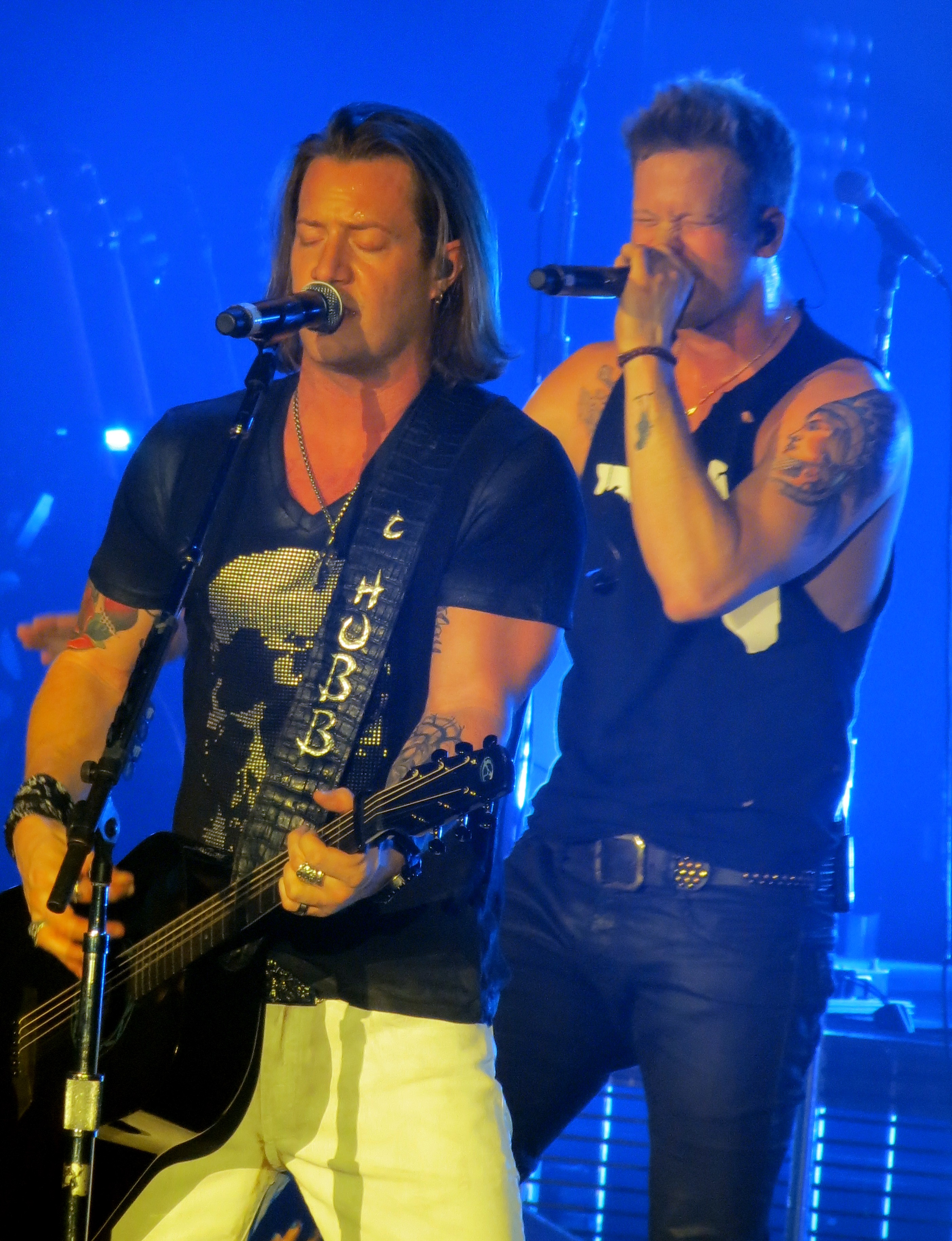
Группа Florida Georgia Line благодаря своему хиту «Cruise» привлекала внимание к новому жанру

Бро-кантри (англ. Bro-country) — жанр мейнстримовой кантри-музыки, появившийся во втором десятилетии XXI века. Это общий термин для обозначения стилей музыки кантри, испытавших влияние таких жанров, как хип-хоп, хард-рок и электронная музыка. Многие песни «бро-кантри» посвящены привлекательным молодым женщинам, потреблению алкоголя, вечеринкам и пикап-грузовикам.

## Название
Название бро-кантри впервые появилось в 2013 году из под пера Джоди Розен из журнала New York Magazine в его статье, опубликованной 11 августа 2013. Он применил этот термин для описания песен кантри-группы Florida Georgia Line, особенно их дебютного и феноменально популярного сингла «Cruise». Он также причислял к известным представителям бро-кантри таких исполнителей как Люк Брайан, Джейсон Олдин и Jake Owen. Журнал Entertainment Weekly также цитировал «Boys 'Round Here» в исполнении Блейка Шелтона, «Ready Set Roll» от Chase Rice, и «Redneck Crazy» от Tyler Farr в качестве других примеров бро-кантри.

## Критика
Жанр вызвал критику со стороны других кантри-исполнителей; среди музыкантов, выступивших против бро-кантри такие исполнители как Вилли Нельсон, Алан Джексон, Ray Price, Dale Watson, Jean Shepard, Гэри Аллан, Брэд Пейсли, Кенни Чесни, Travis Tritt, Kacey Musgraves и Zac Brown. Популярность молодого жанра открыла разрыв между старшим поколением кантри-певцов и певцами бро-кантри, который был описан как «гражданская война» музыкантами, критиками и журналистами.